# Aparna Popat

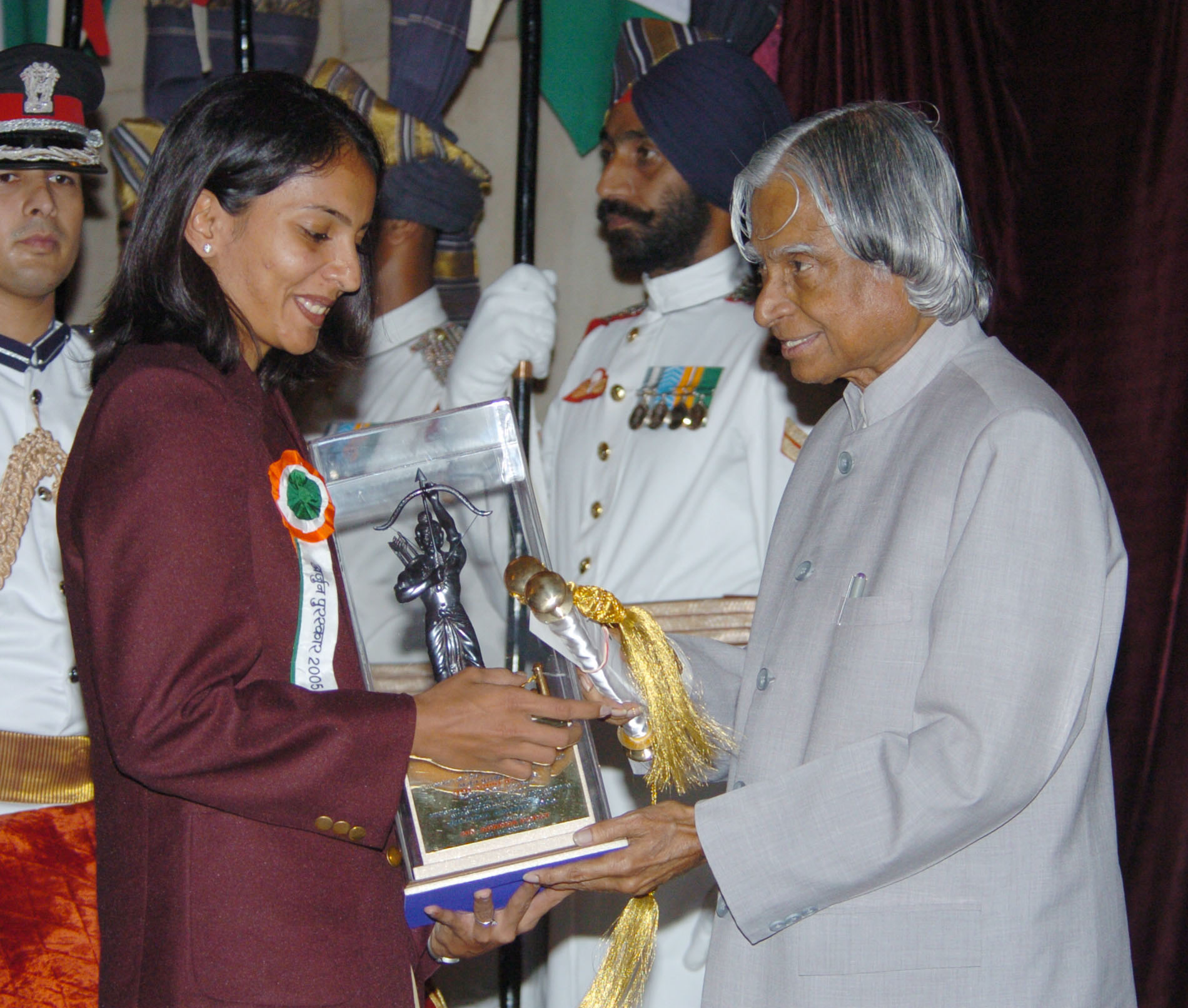
Der Vorsitzende A.P.J. Abdul Kalam überreicht Aparna Popat den Arjuna-Award 2005 für Badminton

Lalji Aparna Popat (Gujarati: અપર્ણા પોપટ; * 18. Januar 1978 in Mumbai) ist eine indische Badmintonspielerin.

## Karriere
1993 gewann Aparna Popat ihren ersten Juniorentitel in Indien, 1997 folgte der erste bei den Erwachsenen. Ein Jahr später siegte sie bei den French Open. 2000 und 2004 startete sie bei Olympia. Bei ihrer ersten Teilnahme wurde sie 33., vier Jahre später Neunte im Dameneinzel.

## Sportliche Erfolge
| Saison | Veranstaltung                              | Disziplin   | Platz | Name                          |
| ------ | ------------------------------------------ | ----------- | ----- | ----------------------------- |
| 1993   | Indien: Einzelmeisterschaften der Junioren | Dameneinzel | 1     | Aparna Popat                  |
| 1993   | Indien: Einzelmeisterschaften der Junioren | Damendoppel | 1     | Aparna Popat / Nirmala Kotnis |
| 1994   | Indien: Einzelmeisterschaften der Junioren | Dameneinzel | 1     | Aparna Popat                  |
| 1995   | Indien: Einzelmeisterschaften der Junioren | Dameneinzel | 1     | Aparna Popat                  |
| 1996   | Indien: Einzelmeisterschaften der Junioren | Dameneinzel | 1     | Aparna Popat                  |
| 1997   | Indien: Einzelmeisterschaften              | Dameneinzel | 1     | Aparna Popat                  |
| 1997   | Indien: Internationale Meisterschaften     | Dameneinzel | 5     | Aparna Popat                  |
| 1998   | Sri Lanka International                    | Dameneinzel | 1     | Aparna Popat                  |
| 1998   | India International                        | Dameneinzel | 1     | Aparna Popat                  |
| 1998   | Indien: Einzelmeisterschaften              | Dameneinzel | 1     | Aparna Popat                  |
| 1998   | French Open                                | Dameneinzel | 1     | Aparna Popat                  |
| 1999   | Thailand Open                              | Dameneinzel | 5     | Aparna Popat                  |
| 1999   | Indien: Einzelmeisterschaften              | Dameneinzel | 1     | Aparna Popat                  |
| 2000   | Olympia                                    | Dameneinzel | 33    | Aparna Popat                  |
| 2000   | Indien: Einzelmeisterschaften              | Dameneinzel | 1     | Aparna Popat                  |
| 2001   | Indien: Einzelmeisterschaften              | Dameneinzel | 1     | Aparna Popat                  |
| 2002   | Indien: Einzelmeisterschaften              | Dameneinzel | 1     | Aparna Popat                  |
| 2003   | Indien: Einzelmeisterschaften              | Dameneinzel | 1     | Aparna Popat                  |
| 2004   | Olympia                                    | Dameneinzel | 9     | Aparna Popat                  |
| 2004   | Indien: Einzelmeisterschaften              | Dameneinzel | 1     | Aparna Popat                  |
| 2004   | Indien: Internationale Meisterschaften     | Dameneinzel | 1     | Aparna Popat                  |
| 2005   | Indien: Einzelmeisterschaften              | Dameneinzel | 1     | Aparna Popat                  |
| 2006   | Indien: Einzelmeisterschaften              | Dameneinzel | 1     | Aparna Popat                  |